# مارك برايس (موسيقي)
مارك برايس (بالإنجليزية: Mark Price)‏ هو موسيقي بريطاني، ولد في 10 أغسطس 1959.

## وصلات خارجية
- مارك برايس على موقع ميوزك برينز (الإنجليزية)
- مارك برايس على موقع ديسكوغز (الإنجليزية)